# Muhammad Uthman as-Said

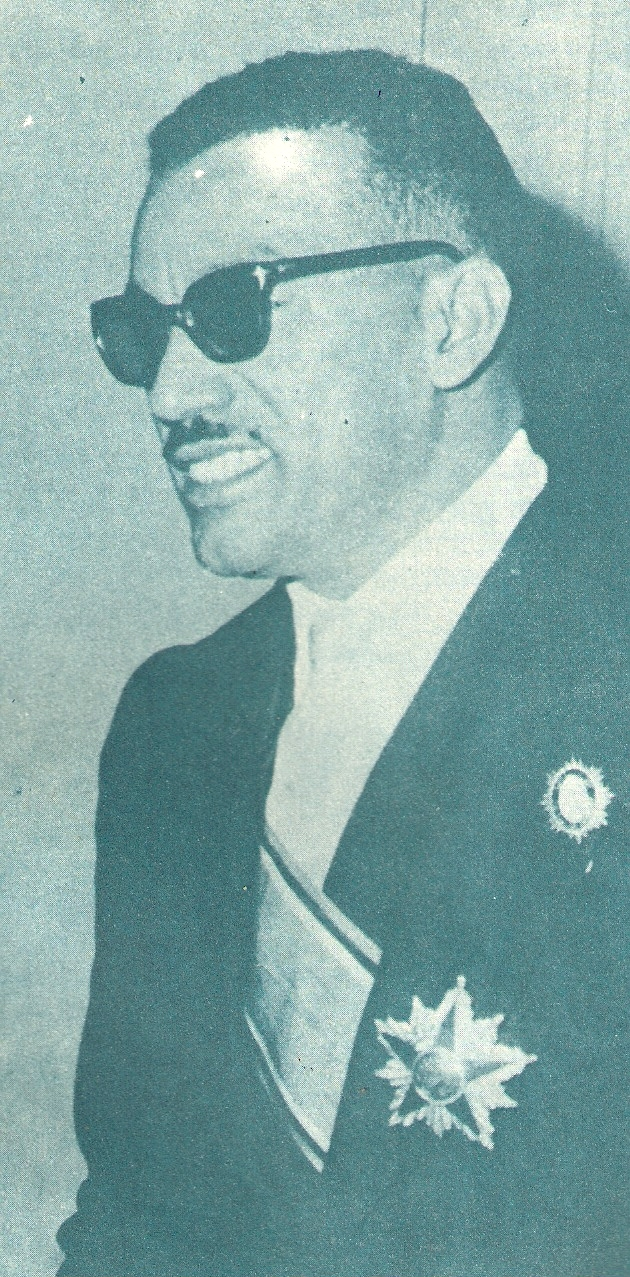
Muhammad Uthman as-Said

Muhammad Uthman as-Said, auch Mohamed Osmane al-Saïd und Mohammed Osman Said, (arabisch محمد عثمان الصيد, DMG Muḥammad ʿUṯmān aṣ-Ṣayd; *  17. Oktober 1924 in Fessan; † 31. Dezember 2007 in Rabat) war vom 17. Oktober 1960 bis zum 19. März 1963 Premierminister  von Libyen.